# Roberto Blanco
Roberto Blanco (sinh ngày 17 tháng 4 năm 1980) là một cầu thủ bóng đá người Paraguay.

## Sự nghiệp câu lạc bộ
Roberto Blanco đã từng chơi cho JEF United Ichihara.